# Miguel Jones
Miguel Jones Castillo (Santa Isabel, 1938. október 27. – Bilbao, 2020. április 8.) spanyol labdarúgó, középpályás.

## Pályafutása
1956-ban a Barakoldo, 1956 és 1959 között az Indautxu, 1959 és 1967 között az Atlético Madrid, 1967–68-ban az Osasuna labdarúgója volt. Az Atléticóval egy bajnoki címet és három spanyolkupa-győzelmet ért el. Tagja volt az 1961–62-es idényben KEK-győztes, majd a következő idényben KEK-döntős csapatnak.

## Sikerei, díjai
Atlético Madrid
- Spanyol bajnokság
  - bajnok: 1965–66
- Spanyol kupa
  - győztes (3): 1960, 1961, 1965
- Kupagyőztesek Európa-kupája (KEK)
  - győztes: 1961–62
  - döntős: 1962–63